# موس (النرويج)
موس (بالإنجليزية: Moss)، هي مدينة ساحلية وبلدية تقع في مقاطعة أوستفولد في النرويج، ويُعدّ مركزها الإداري هو مدينة موس نفسها. تأسست مدينة موس كبلدية في 1 يناير 1838، في حين مُنحت صفة المدينة رسميًا عام 1720. وفي 1 يوليو 1943، دُمجت بلدية يلوى الريفية مع المدينة، وفي 1 يناير 2020، دمجت بلدية ريغه أيضًا ضمنها.
يغطي نطاقها الإداري مناطق شرقية من المدينة، مثل جزيرة ديلينغوي الواقعة في بحيرة فانشو. وتقع أجزاء من المدينة على شبه جزيرة يلوى. بلغ عدد سكان مدينة موس 30,723 نسمة وفقًا لإحصاءات عام 2012.

## أعلام
- آري بيهن (1972–2019): كاتب ومؤلف مسرحي، والزوج السابق للأميرة مارثا لويز النرويجية؛ نشأ في موس.
- تينا برو (مواليد 1986 في موس): سياسية ووزيرة حكومية.
- بالِه رومر فليشَر (1781–1851): ممثل في الجمعية التأسيسية النرويجية.
- غريغيرس غرام (1846–1929): شغل منصب رئيس وزراء النرويج في ستوكهولم بين عامي 1889 و1891.
- كريستوفر هانستين (1822–1912): قاضٍ وعضو في المحكمة العليا النرويجية بين عامي 1867 و1905.
- إيفيند هيلستروم (مواليد 1948 في موس): طاهٍ محترف وشخصية تلفزيونية.
- كنوت ياكوبسن (1910–1971): ممثل ومصمم أزياء.
- غريثا كانت (مواليد 1945): سياسية وعمدة مدينة موس بين 1995 و2003.
- يورون كريستيانسن: ملكة جمال النرويج عام 1959.
- ديفيد مينكن (مواليد 1977 في موس): ممثل سينمائي وتلفزيوني ومؤدي أصوات.
- يون ميشيليه (1944–2018): روائي وكاتب لقصص الجريمة والمقالات والكتب الموجهة للأطفال؛ وُلد في موس.
- غرينت مولفيغ (مواليد 1942 في ريغه): ممثلة ومغنية نرويجية.
- هانا بولسبيرغ (مواليد 1987 في ريغه): موسيقية جاز (ساكسفون تينور) ومؤلفة موسيقية.
- يوهان شارفنبيرغ (1869–1965): طبيب نفسي وسياسي وخطيب وكاتب؛ وُلد في موس.
- بير شفنتسن (1899–1984): كاتب نصوص سينمائية وليبريتات للأوبريتات؛ وُلد في موس.
- أرلد سيبرن (1785–1863): ممثل في الجمعية التأسيسية النرويجية؛ من ريغه.
- غيورغ سيبرن (1816–1901): شغل منصب رئيس وزراء النرويج في فترتين (1858/1861 و1861/1871)؛ من ريغه.
- تورغريم سورنس (مواليد 1956 في موس): طبيب ومؤرخ وكاتب.
- بريده بووه (مواليد 1969، نشأ في موس): ممثل وسياسي.

## معرض صور

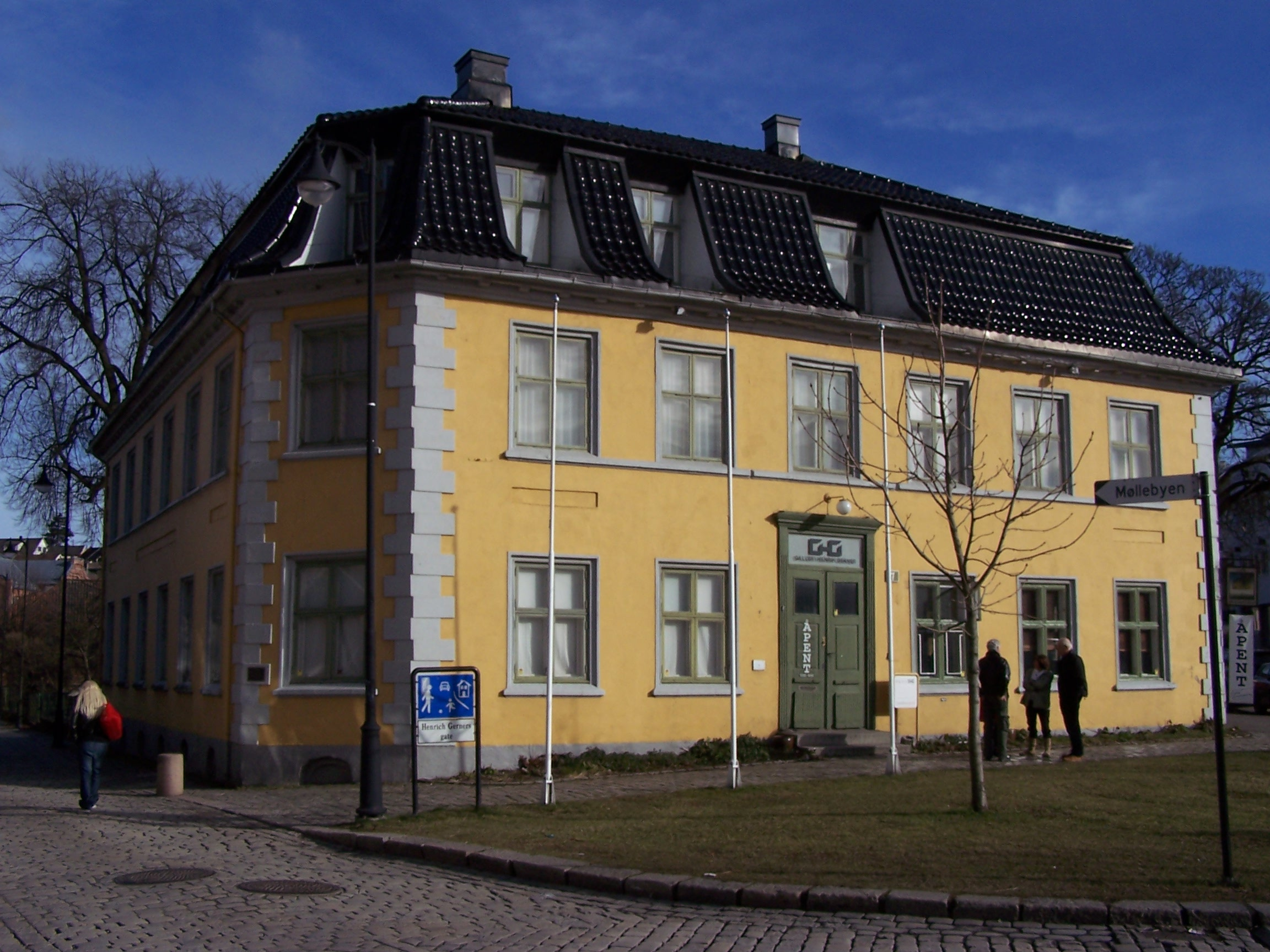
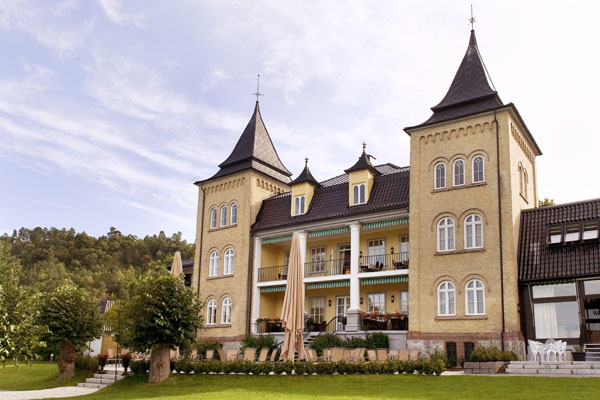
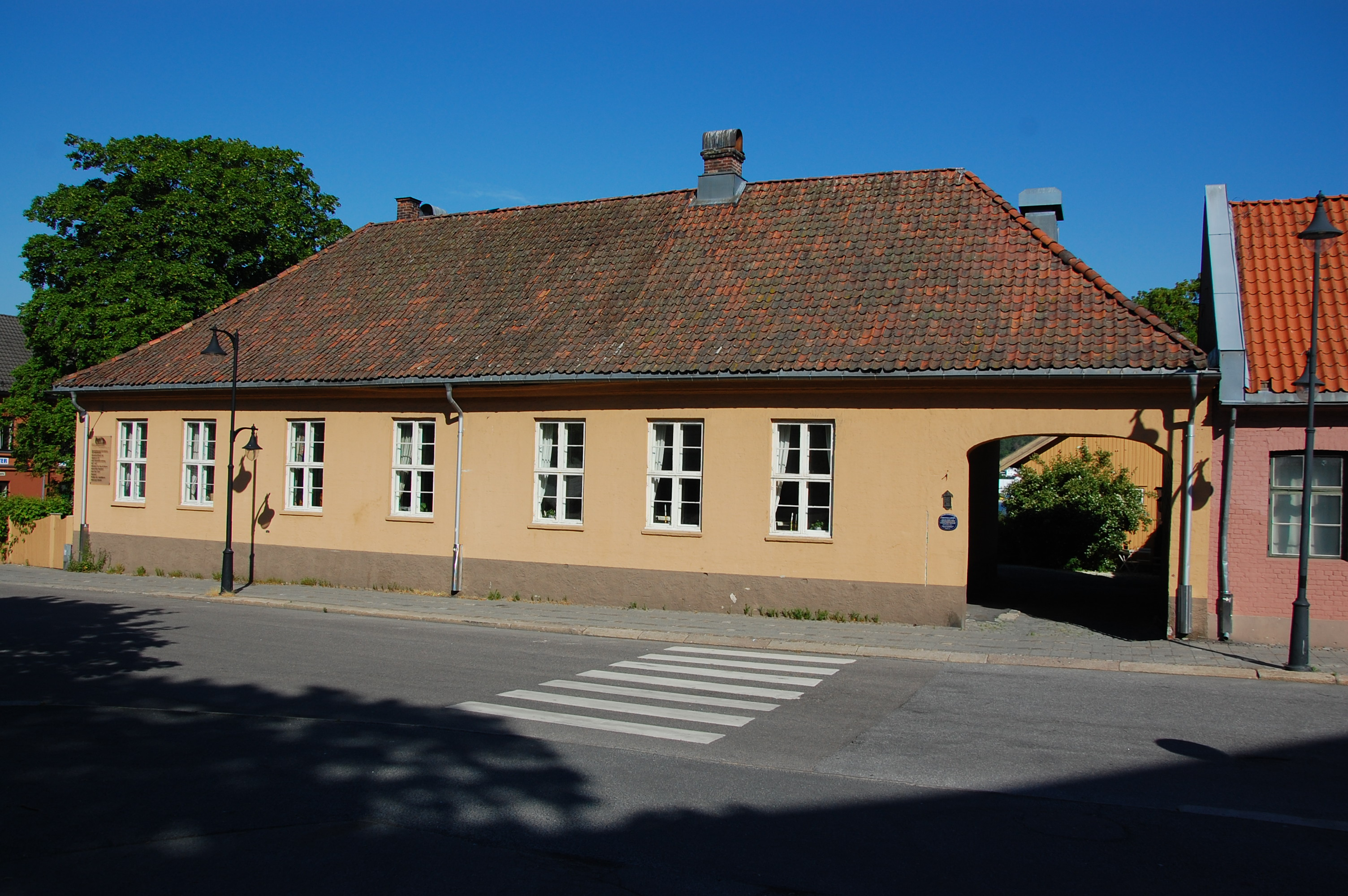
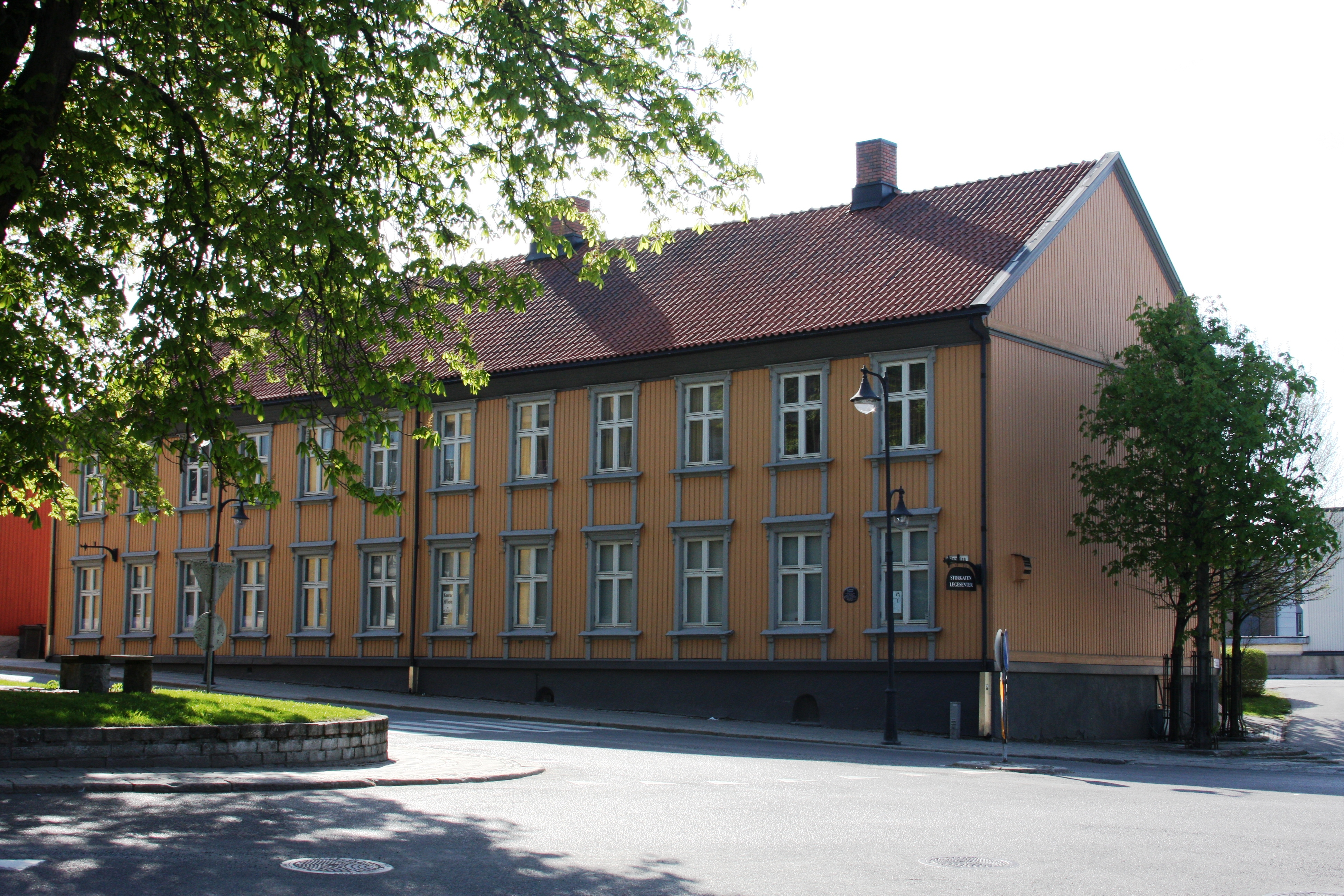
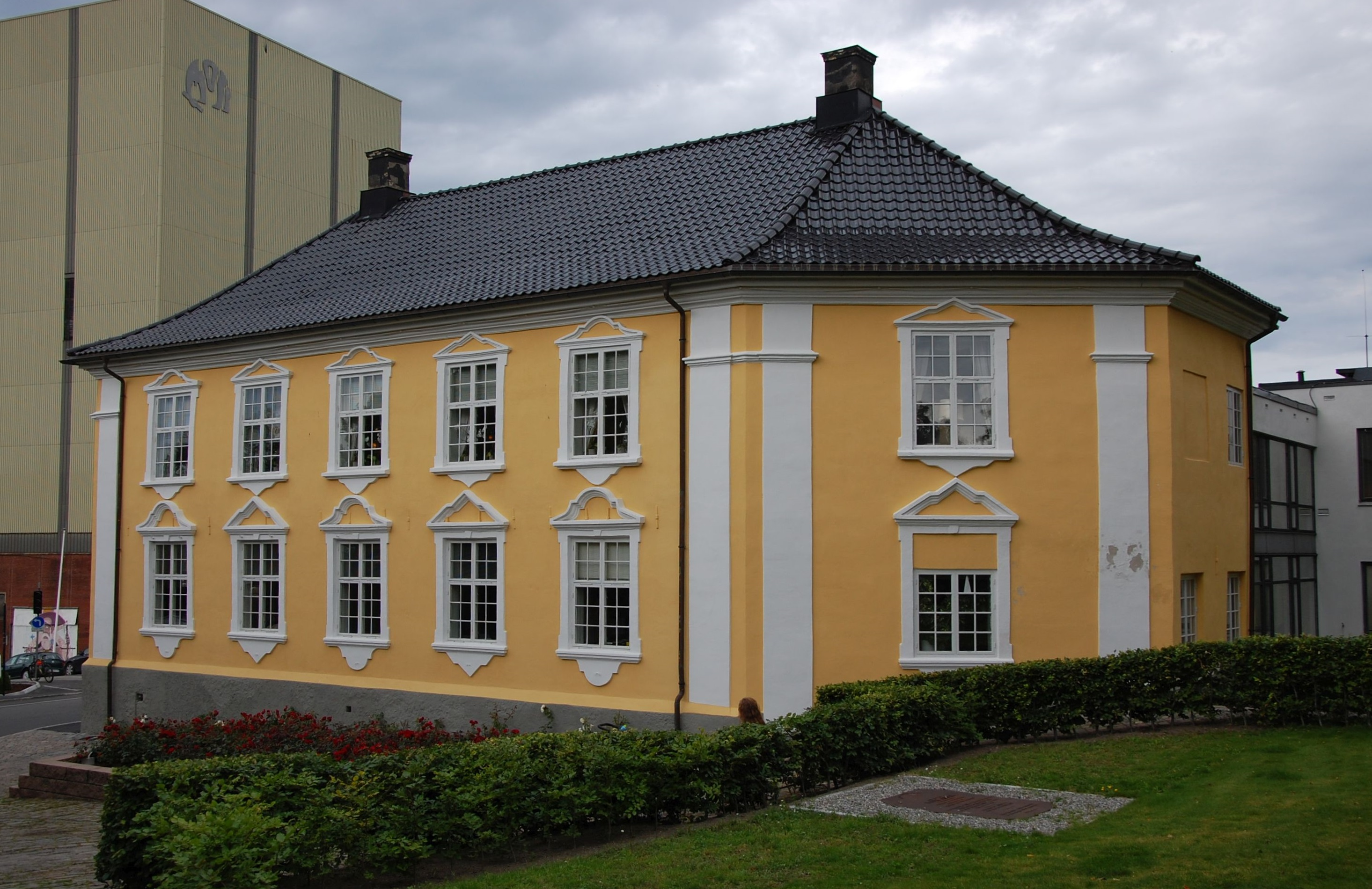